# رائد غزواني
رائد عبد الله غزواني هو لاعب كرة قدم سعودي يلعب حالياً في نادي السر.

## مسيرة اللاعب
لعب في نادي القادسية في الفئات السنية و نادي السر.